# Acanthopteroctetidae
Infra-ordre
Super-famille
Famille
Les Acanthopteroctetidae sont une famille d’insectes de l'ordre des lépidoptères. Elle est la seule représentante de la super-famille des Acanthopteroctetoidea et de l'infra-ordre des Acanthoctesia. Elle contient deux genres et cinq espèces.

## Liste des genres
La famille des Acanthopteroctetidae contient les deux genres suivants:
- Acanthopteroctetes Braun, 1921
- Catapterix Zagulajev & Sinev, 1988